# フリーデリケ・ツー・ドーナ＝シュロビッテン

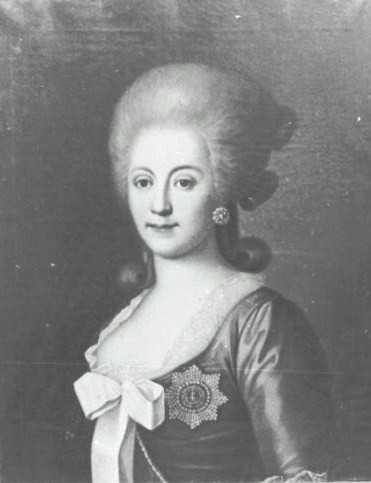
フリーデリケの肖像画、1750年頃、グリュックスブルク城博物館蔵

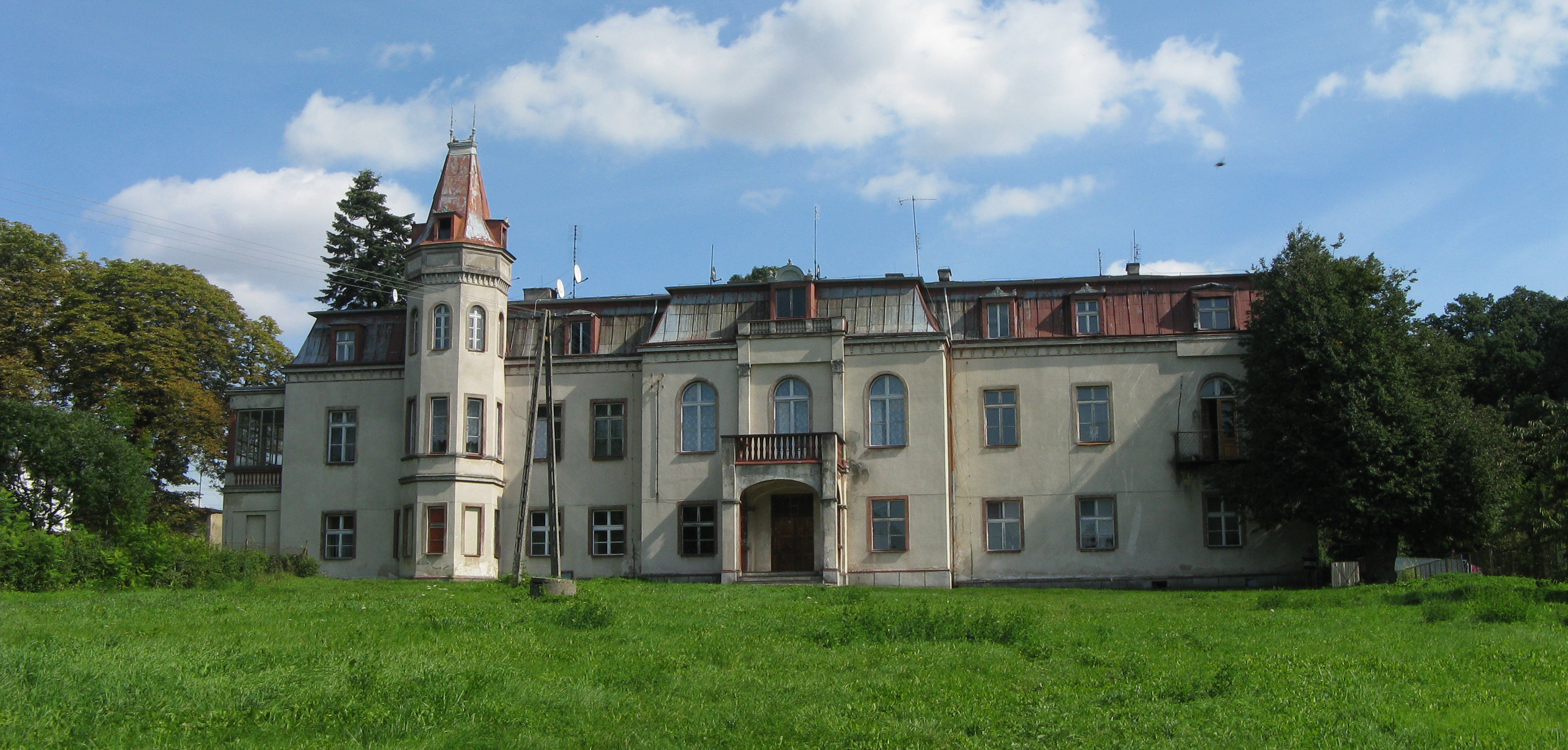
ライステナウ（リスノヴォ）城址

フリーデリケ・シャルロッテ・アントイネッテ・アマーリエ・ツー・ドーナ＝シュロビッテン・ウント・ライステナウ（Friederike Charlotte Antoinette Amalie Gräfin und Burggräfin zu Dohna-Schlobitten und Leistenau 1738年7月3日 ケーニヒスベルク - 1786年4月21日 ヴォルデ）は、ドイツ・プロイセン王国の貴族女性。
プロイセン陸軍元帥アレクサンダー・ツー・ドーナ＝シュロビッテン伯爵の長男でライステナウ城（Schloss Leistenau、現ポーランド領クヤヴィ＝ポモージェ県グルジョンツ郡グミナ・シフィエチェ・ナド・オソンリスノヴォ＝ザメク村落に位置）の城主であったアルブレヒト・クリストフ・ツー・ドーナ＝シュロビッテン・ウント・ライステナウ伯爵（1698年 - 1752年）と、その3人目の妻でシュレースヴィヒ＝ホルシュタイン＝ゾンダーブルク＝ベック公フリードリヒ・ルートヴィヒの娘であるゾフィー・ヘンリエッテ（1698年 - 1768年）の間の一人娘。
1754年5月30日ケーニヒスベルクにて、母方の従兄にあたるシュレースヴィヒ＝ホルシュタイン＝ゾンダーブルク＝ベック公子カール・アントン・アウグストと結婚、間に一人息子のフリードリヒ・カール・ルートヴィヒ（1757年 - 1816年）をもうけるが、1759年夫の戦死により死別。
1777年5月21日、後にプロイセン王フリードリヒ・ヴィルヘルム3世王の狩猟官長を務めるフリードリヒ・デトレフ・フォン・モルトケ伯爵（1750年 - 1825年）と再婚した。

## 引用・脚注
1. ↑  Friederike Charlotte Antoinette Amalie zu Dohna-Schlobitten(1738-1786),Genealogy.euweb.dohna9.